# Triptasa
La triptasa (EC 3.4.21.59,) és la proteasa serina derivada de grànuls secretors més abundant, continguda als mastòcits i s'ha utilitzat com a marcador per a l'activació dels mastòcits. Les cèl·lules de Clara contenen triptasa, que es creu que és la responsable de tallar la proteïna superficial de l'hemaglutinina del virus de la grip A, activant-la així i causant els símptomes de la grip.

## Ús clínic
Els nivells sèrics solen ser inferiors a 11,5 ng/ml. Els nivells elevats de triptasa sèrica es produeixen tant en reaccions anafilàctiques com anafilactoides, però una prova negativa no exclou l'anafilaxi. És menys probable que la triptasa s'elevi en reaccions al·lèrgiques alimentàries en comparació amb altres causes d'anafilaxi. Els nivells de triptasa sèrica també s'eleven i s'utilitzen com una indicació que suggereix la presència de leucèmies eosinofíliques.